# Antonio Carracci
Pour les articles homonymes, voir Carracci.
Antonio Marziale Carracci, en français Antoine Carrache, (Venise, v. 1583 - Rome, 8 avril 1618), est un peintre italien, le fils naturel d'Agostino Carracci, peintre réputé lui aussi de la famille d'artistes italiens  des Carracci, et élève de ce dernier et de son oncle Annibale Carracci.

## Biographie

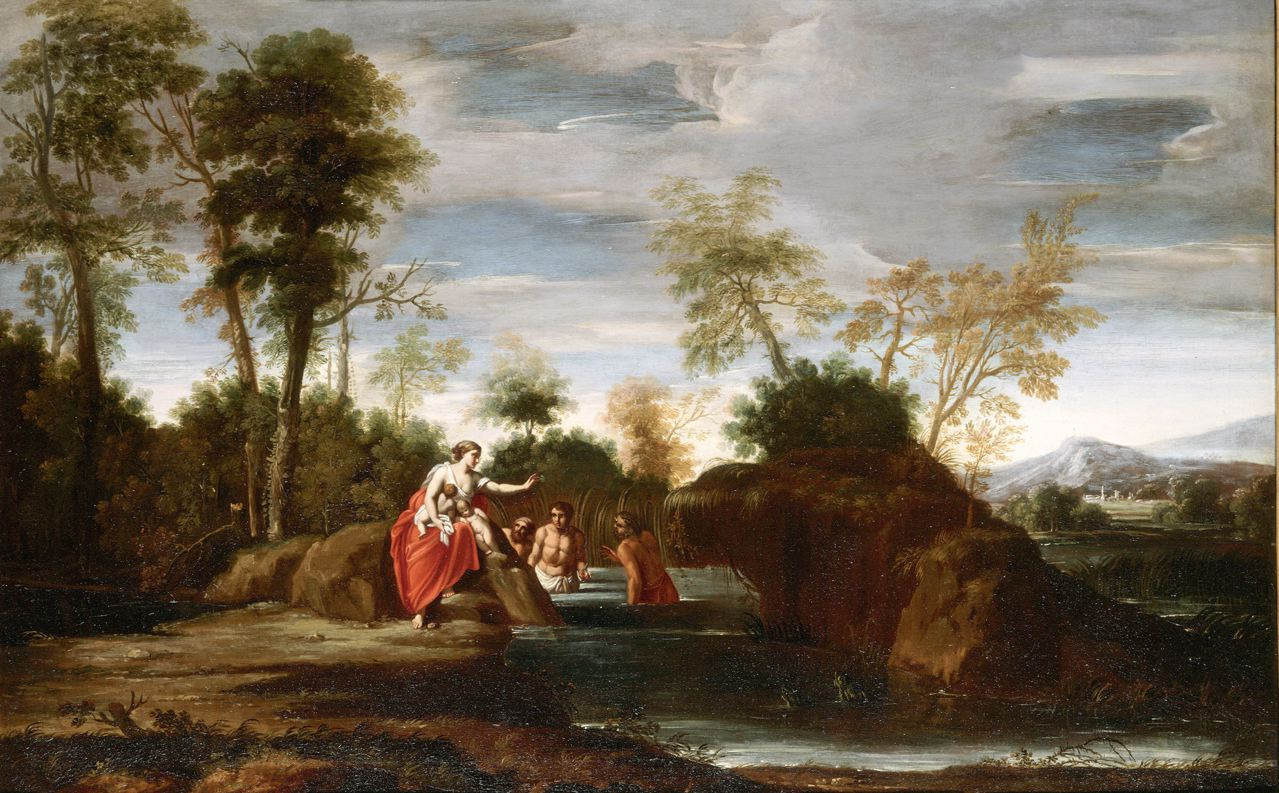
Antonio Carracci: Leto, en compagnie de ses enfants Apollon et Diane, transforme les paysans Lyciens en grenouilles. Whitfield Fine Art, Londres.

Antonio Carrache est né dans la paroisse de Sta Lucia à Venise, probablement en 1583, le produit d'une liaison avec une courtisane appelée Isabella, survenue lors de la première visite de son père à Venise. Giovanni Battista Agucchi, ami et protégé du cardinal Édouard Farnèse, nous dit dans une lettre de 1609 qu'il fut élevé avec Sisto Badalocchio et un proche contemporain de Domenichino et de Giovanni Lanfranco. Il a d'abord fait son apprentissage avec son père, comme le notent les principaux biographes d'artistes baroques de son temps, Baglione, Bellori et Malvasia. Malvasia remarque que son père admirait une «Vierge à l’enfant» qu'il acheva à l’âge de dix-sept ans. Le portrait d'un garçon peint par Annibale dans les années 1590 ressemble grandement à celui de la gravure sur bois de Malvasia de 1678, «Felsina Pittrice», pour lesquels il pourrait avoir servi de modèle. Il pourrait également être le garçon du portrait de groupe de la Brera, qui inclut également le portrait du père d'Annibale, le grand-père d'Antonio, Mastro Antonio.
À la mort de son père en 1602, Antonio s'installe à Rome pour travailler sous son oncle Annibale avec lequel il développe une profonde affection. Il a probablement travaillé sur les fresques de la galerie Farnèse, sur les lunettes de la chapelle du Palazzo Aldobrandini et probablement dans la chapelle Herrera (située au sein de l'église Santa Maria in Monserrato degli Spagnoli). Après le décès de son oncle, il a reçu des commandes à Rome du cardinal Tonti et du cardinal Peretti-Montalto, y compris la  Stanza del Diluvio  dans le palais du Quirinal, et de grands retables comme la «Madone à l'enfant avec des saints» de Berlin et la «Nativité» du palais Corsini.
La confiance en soi des lettres qu'il a écrites au cardinal Farnèse et au vieux protecteur de son père, le cardinal Spinola, après la mort de son oncle, suggère qu'elles ont été écrites par Agucchi, qui dans sa lettre un peu plus tardive (12 septembre 1609) à Dulcini sur Antonio, parle d'une carrière déjà bien commencée. Malvasia cite mal cette lettre et la copie comme suit : «[Le travail d’Antonio] semble celui d’un débutant», le message dit en fait le contraire «il suo fare non pare da principiante/son comportement ne semble pas être un débutant». Il n'est pas étonnant de voir qu'Antonio parle des engagements qu'il a déjà, pour sous-entendre qu'il a suffisamment appris tanto da tirarmi avanti da me stesso/assez pour prendre de l'avance sur moi, et qu'il se considère comme le maintien de l'école Carracci à Bologne, dans l'idée de tourner son studio au service de la famille Farnèse 'à essa scuola, procureuro che s'avanzino in essa per dovere indirizzare l'opera l'oro al servizio di VS Ill.ma.../à l'école, je m'assure qu'ils y avancent pour avoir à diriger le travail de l'or au service de VS Ill.ma... »

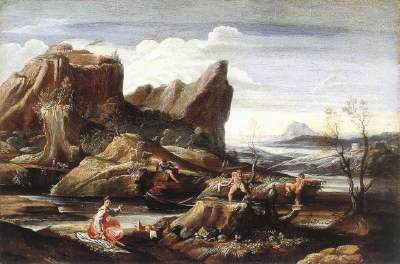
Antonio Carracci: Paysage avec baigneurs, Palais Pitti, Florence.

Antonio a hérité du studio en dépit des revendications du frère survivant d’Annibale, Giovanni Antonio, qui contesta l’héritage en mettant en doute la paternité de son neveu. Malgré des commissions gagnées, celles du cardinal Pietro Aldobrandini, principal mécène après les Farnèse, avaient déclinées après la mort de l'oncle du cardinal Clément VIII en 1605. Cela coïncide également avec l'apparition de la maladie invalidante d'Annibale. Avec l'ascension du pape Borghese, Paul V, a continué le déclin du studio. Annibale ne pouvait pas recevoir le cardinal Scipione Borghese, se glissant par une porte dérobée quand ce dernier est venu au studio; mais Antonio fut présenté au Prodatario du pape, le cardinal Tonti, également un collectionneur passionné. Tonti employa Antonio pour peindre quatre chapelles dans son église; d'autres commandes publiques comprenaient une chapelle dans l'église Santa Maria in Monticelli, des travaux dans l'église San Girolamo dei Croati, la basilique Sainte-Marie-du-Trastevere, la basilique Saint-Sébastien-hors-les-Murs, et au Palazzo Mattei. Antonio et Guido Reni collaborèrent à la décoration de la Cappella dell ’Annunciata du palais du Quirinal, en peignant une frise de la Stanza del Diluvio. Il a contribué, vers 1616, aux fresques d'Alexandre réalisées pour le cardinal Peretti Montalto; d'autres travaux furent réalisés pour le marquis Giustiniani, le cardinal Orsino, le Ludovisi, le Cavalier Sachetti, Dionigio Buonavia à Bologne; et bien sûr il était sous la protection du cardinal Odoardo Farnese, qui le reconnaissait comme son «pittor di casa» (peintre de maison) et lui versait une allocation mensuelle.

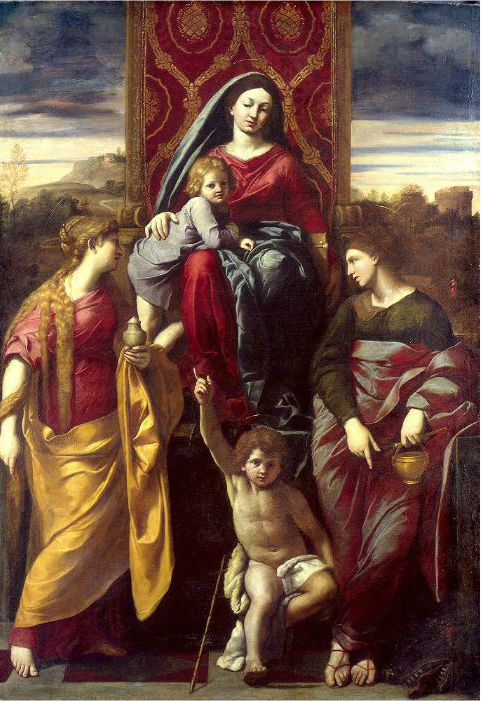
Antonio Carracci: Vierge à l'enfant sur un trône avec saint Jean-Baptiste enfant, Marie-Madeleine et Marthe, Gemäldegalerie, Berlin

Antonio était bien connu pour ses compositions de taille armoire souvent basées sur la grande variété de matériel graphique en possession du studio Carracci. Son chef-d’œuvre, Le Déluge  était l’une des images les plus prisées du cardinal Mazarin et influencèrent les premières peintures de bataille de Poussin ainsi que ses peintures des saisons pour Louis XIV 40 ans plus tard. Avec son raffinement à la Reni, l'articulation du récit, de l'espace, du geste et de l'expression, le Déluge a été une importante collaboration académique avec Agucchi.
Antonio mourut jeune et fut enterré au sein de la basilique Sant'Andrea delle Fratte, à Rome.
Antonio était très admiré par ses contemporains, à tel point que sa mort prématurée fut vécue comme une perte particulièrement tragique «nel morire che seguì nel 1618 mostrò tal contritione e sentimento che simil passaggi si vedono in pochi/dans la mort qui a suivi en 1618, il a montré une telle tristesse et un tel sentiment que peu de passages peuvent être vus". Récemment, sa réputation a décliné et il a à l'occasion été décrit comme un imitateur à petite échelle et maladroit des œuvres de son aîné. Son ami Giulio Mancini a déclaré qu’il n’avait pas seulement hérité de l’atelier d’Annibale, mais même que «Herede dei suoi disegni et arte fù Antonio/l'héritier de ses dessins et de son art était Antonio». Antonio, comme l’a dit Guido, «l’ultima scintilla (del) valor Caraccesco/la dernière étoile (de) valeur des Carraci» avait de fait plus investi dans le studio Carracci que quiconque.
L’original de la composition très copiée du Martyre de Saint-Denis («Saint Denis effrayant ses bourreaux») est évidemment d’Antonio, et le compagnon de son Saint Paul baptisant Saint-Denis.
Ce n’était pas un compliment exagéré de la part de Mancini quand il déclara qu’Antonio «mostrò gran segni di dover venir grande/montrait de grands signes qu'(il) allait devenir grand». Néanmoins, il restait très facile pour son identité d'être subsumée à celle de l'aîné Carrache. Parce qu'il partageait les mêmes initiales que son père et son oncle, et parce que les Carracci collaboraient souvent, leurs peintures ont souvent été confondues. Ainsi, lorsque Padre Resta remit le dessin du Déluge, qu'il avait eu de Bellori, à Max Emmanuel de Bavière, il fut heureux d'apprendre que l'électeur chérissait le cadeau et le gardait sur une table à son chevet; mais «lo teneva per pittura d’Annibale/Il le tenait pour la peinture d’Hannibal».

## Œuvres

### Décors
Antonio Carracci a travaillé sur de nombreux décors de palais, églises et chapelles en Italie.

#### Comme assistant de son oncle Annibale
- Il a collaboré sur les fresques de la Galerie Farnèse, œuvre de son oncle Annibale Carracci, Rome ;
- Travail sur les lunettes de la chapelle du Palazzo Aldobrandini, Rome ;
- Travail dans la chapelle Herrera au sein de l'Église Santa Maria in Monserrato degli Spagnoli, Rome.

#### Après la mort de son oncle
- Chapelle dans l'Église Santa Maria in Monticelli, Rome ;
- Travaux dans l'église San Girolamo dei Croati, Rome ;
- Travaux dans la basilique Sainte-Marie-du-Trastevere, Rome ;
- Travaux dans la basilique Saint-Sébastien-hors-les-Murs, Rome ;
- Travaux au Palazzo Mattei, Rome ;
- Peinture de la frise de la Stanza del Diluvio', une collaboration avec Guido Reni pour la décoration de la Chapelle de l’Annonciation du Palais du Quirinal, Rome.

### Tableaux

#### En Europe
Allemagne
- 'Vierge à l'enfant sur un trône avec saint Jean-Baptiste enfant, Marie-Madeleine et Marthe, 1613-15, huile sur toile, 264 × 185 cm, Gemäldegalerie, Berlin

Autriche
- Joueur de Luth, vers 1600, huile sur toile, Musée d'Histoire de l'art de Vienne, Vienne

France
- Le Déluge, v. 1616-1618, huile sur toile, 166 × 247 cm, musée du Louvre[7], Paris

Grande-Bretagne
- Le Martyre de Saint Stéphane , 1610, huile sur toile, 64 × 50,1 cm National Gallery, Londres
- Leto, en compagnie de ses enfants Apollon et Diane, transforme les paysans Lyciens en grenouilles, huile sur toile, 79 × 123,5 cm, Whitfield Fine Art, Londres
- Vénus se lamentant de la mort d'Adonis, huile sur toile, 67,9 × 85,7 cm, National Trust

Italie
- L'enlèvement d'Europe, 1602, Pinacothèque, Bologne
- Sainte Praxède, 1606-9, huile sur toile, 128 × 96,5 cm, Pinacothèque, Bologne
- Paysage avec baigneurs, huile sur toile, 40,5 × 61 cm, Palais Pitti, Florence
- Le Christ guérissant un aveugle, huile sur toile, Modène
- Jupiter et Junon, 1612, Galerie Borghese, Rome
- Nativité, Palais Corsini, Rome
- Madone avec enfant et Saint-François, 1605, huile sur cuivre, 21 × 17,5 cm, Musées du Capitole, Rome

#### Aux Amériques
USA
- Landscape with Bathers  Museum of Fine Arts, Boston

#### Localisation inconnue
- Sainte Cécile, collection privée
- Saint Jean-Baptiste, 46 × 38 cm, collection privée

## Galerie

### Peintures

Peintures par Antonio Carracci
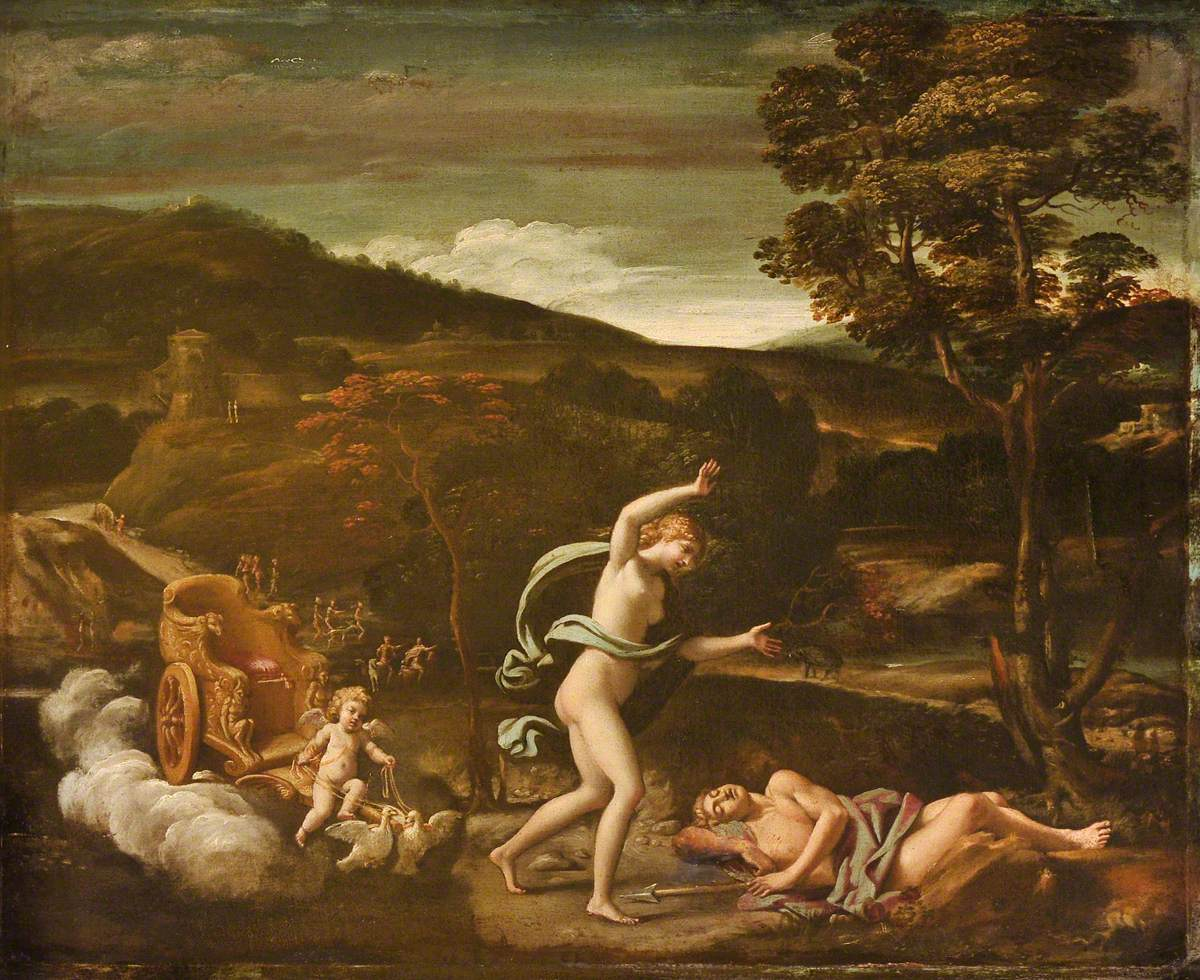
Vénus se lamentant de la mort d'Adonis
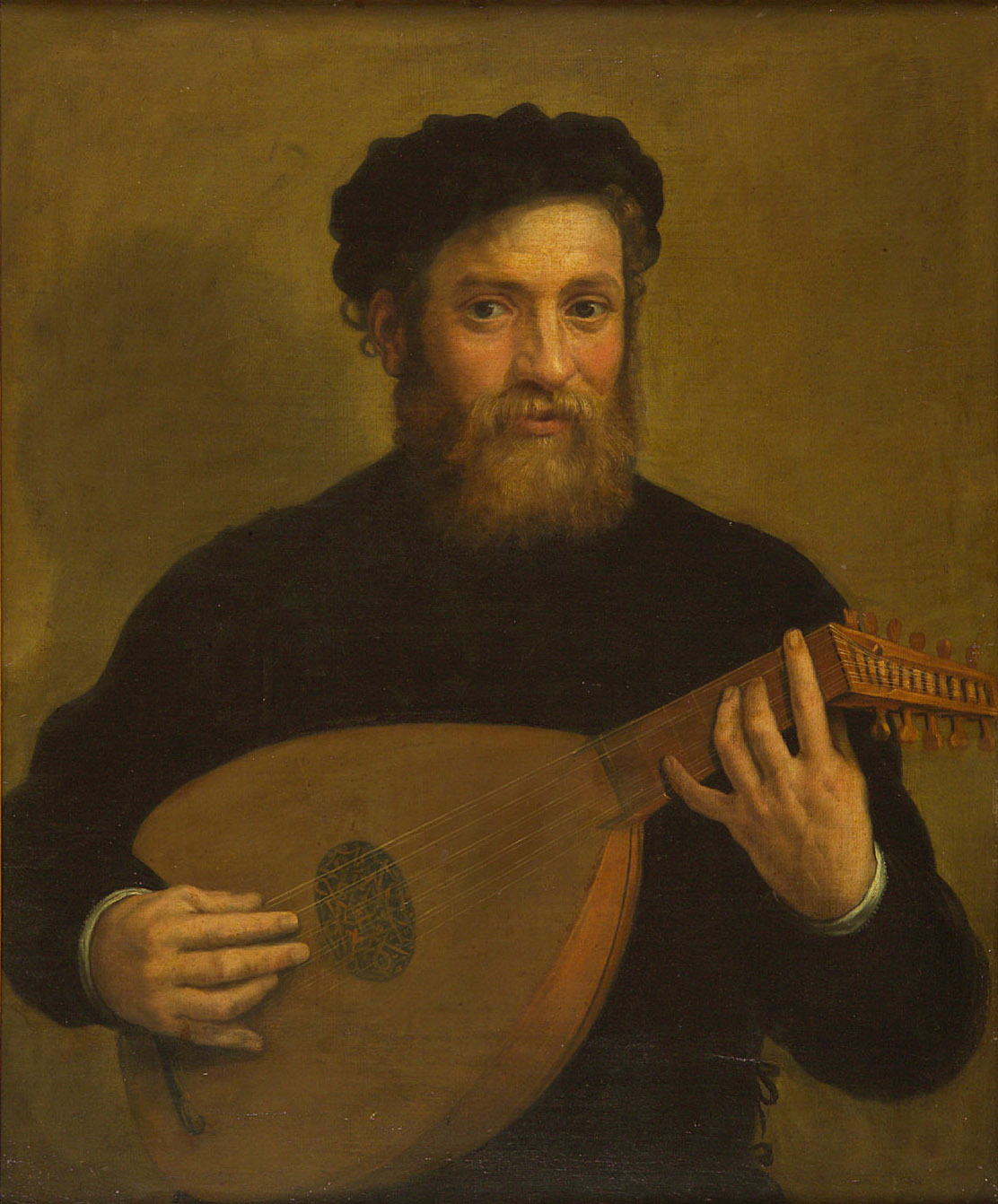
Joueur de Luth
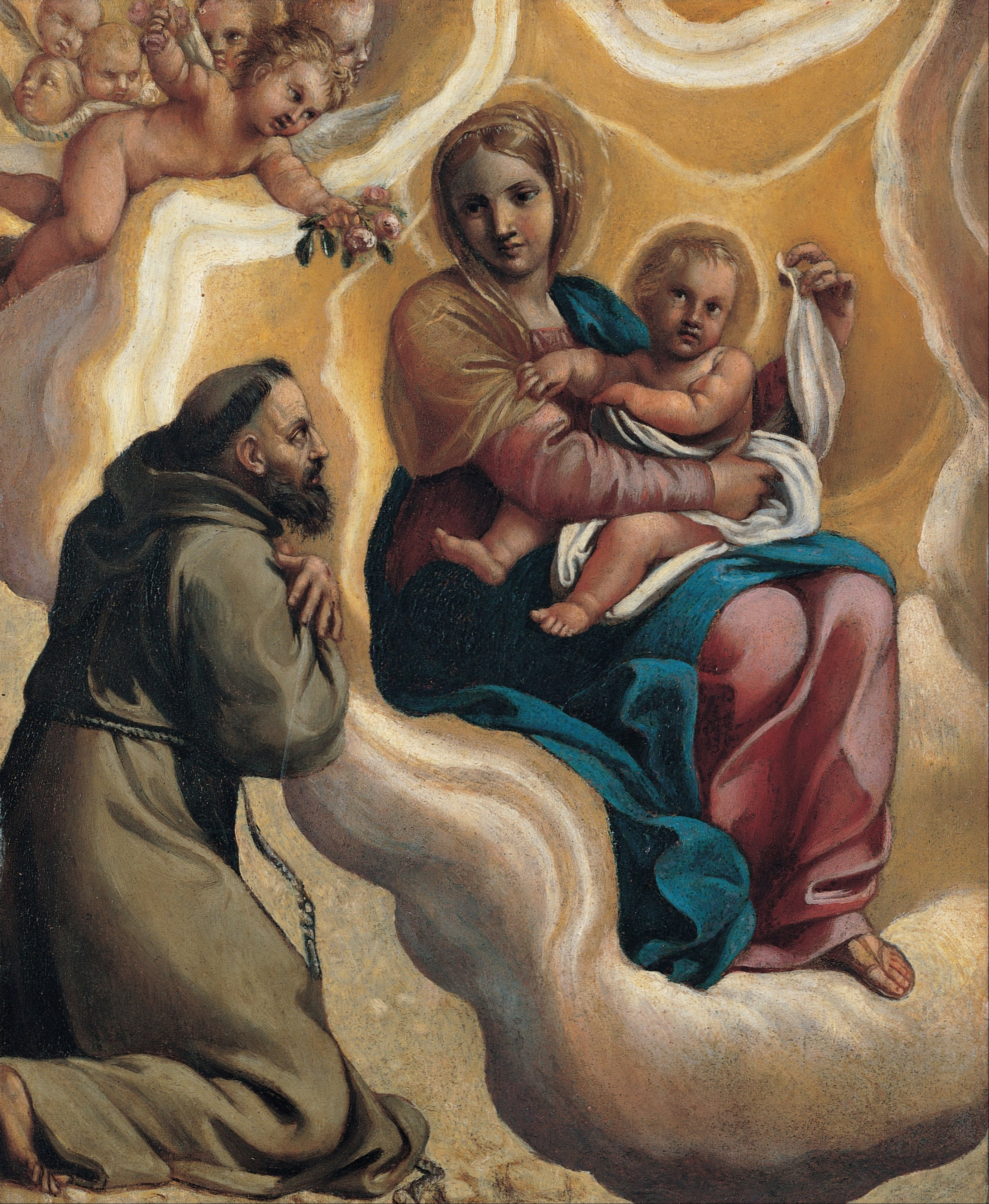
Madone avec enfant et Saint-François
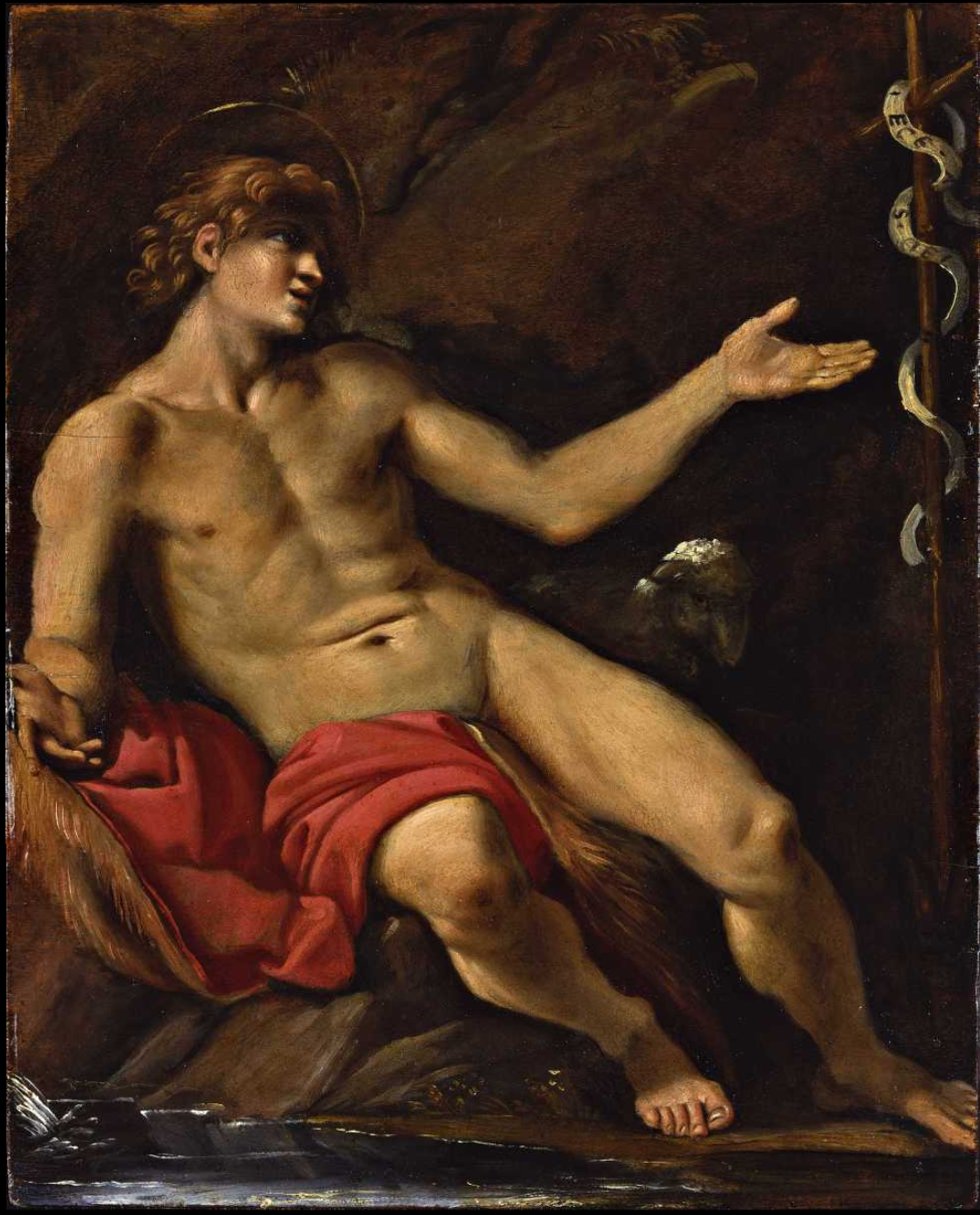
Saint Jean-Baptiste
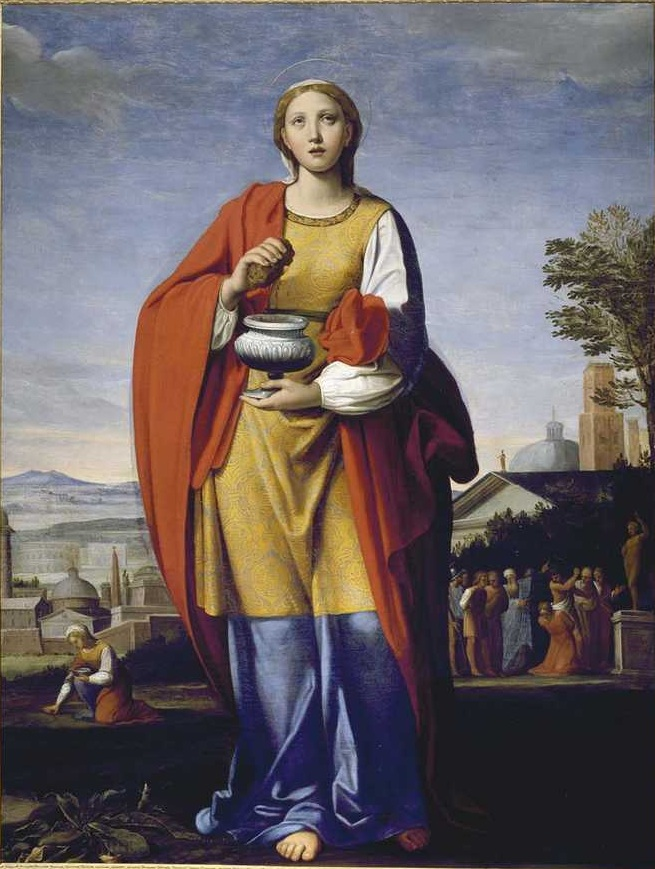
Sainte Praxède
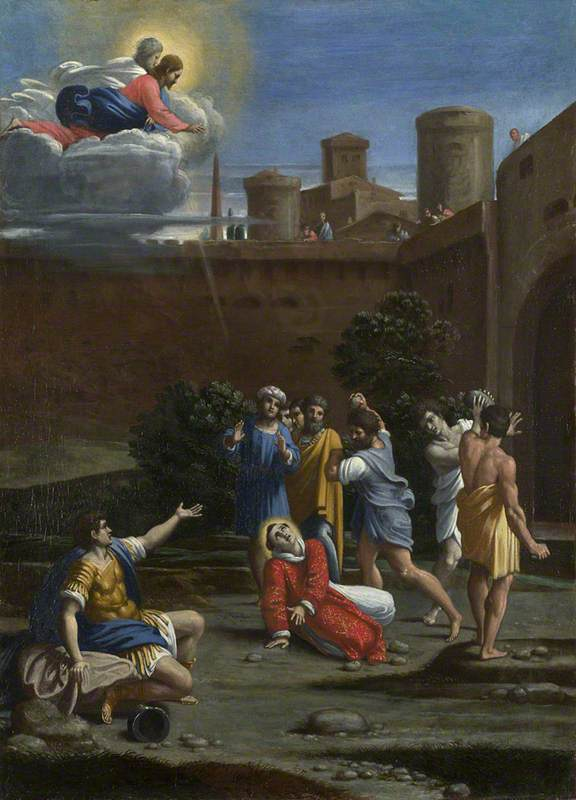
Le Martyre de Saint Stéphane
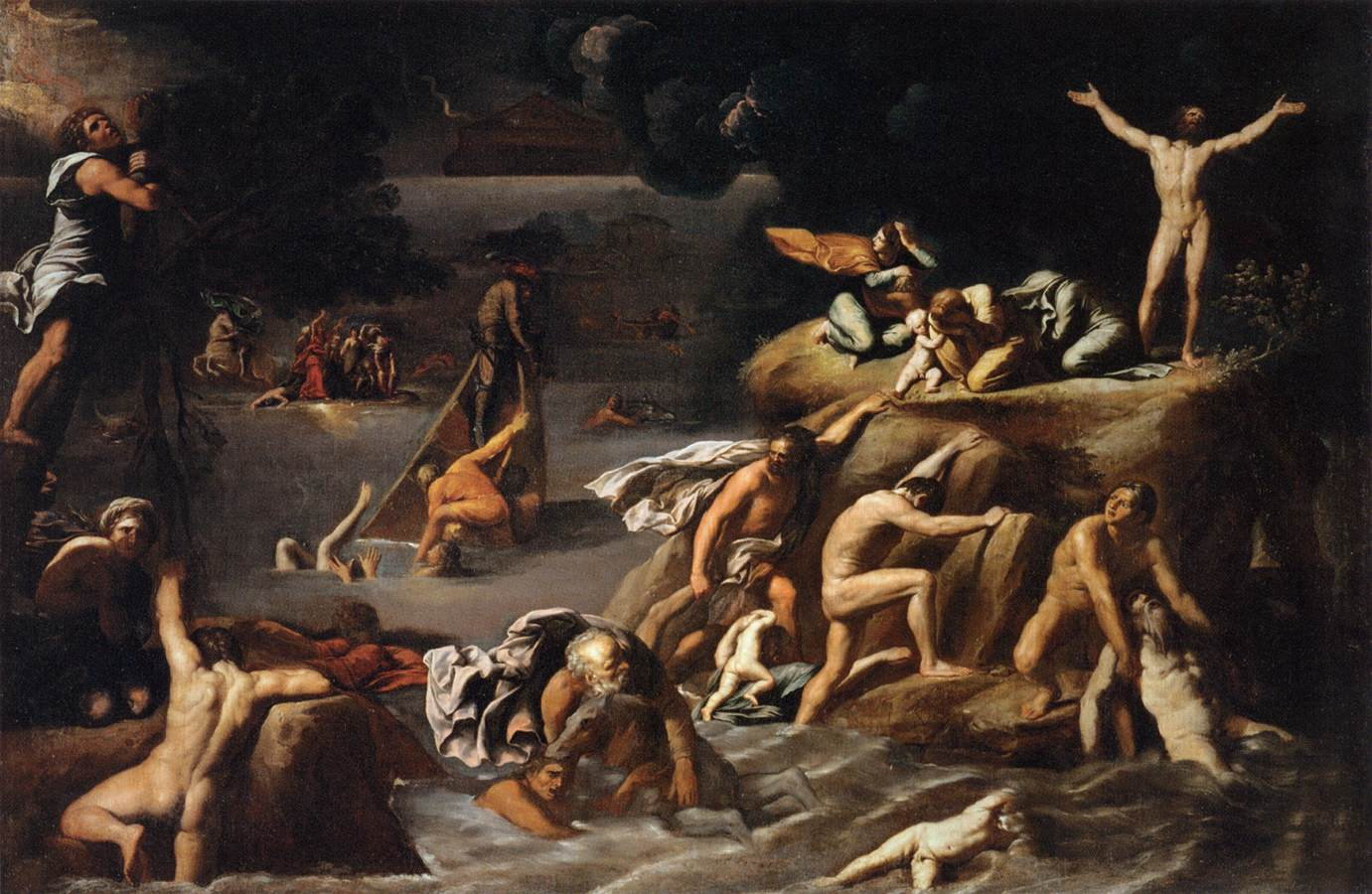
Le Déluge

### Dessins

Dessins par Antonio Carracci
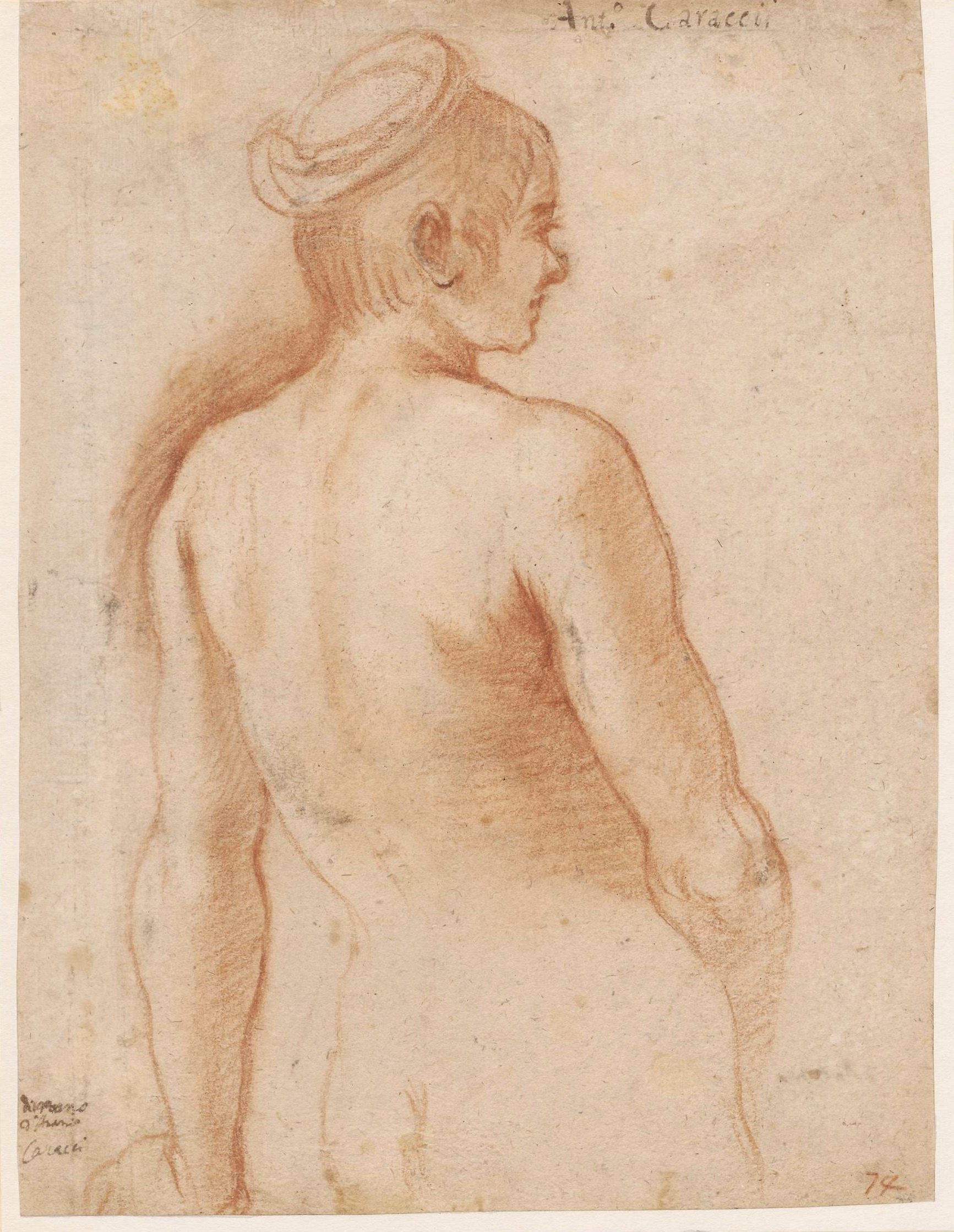
Femme nue assise de dos
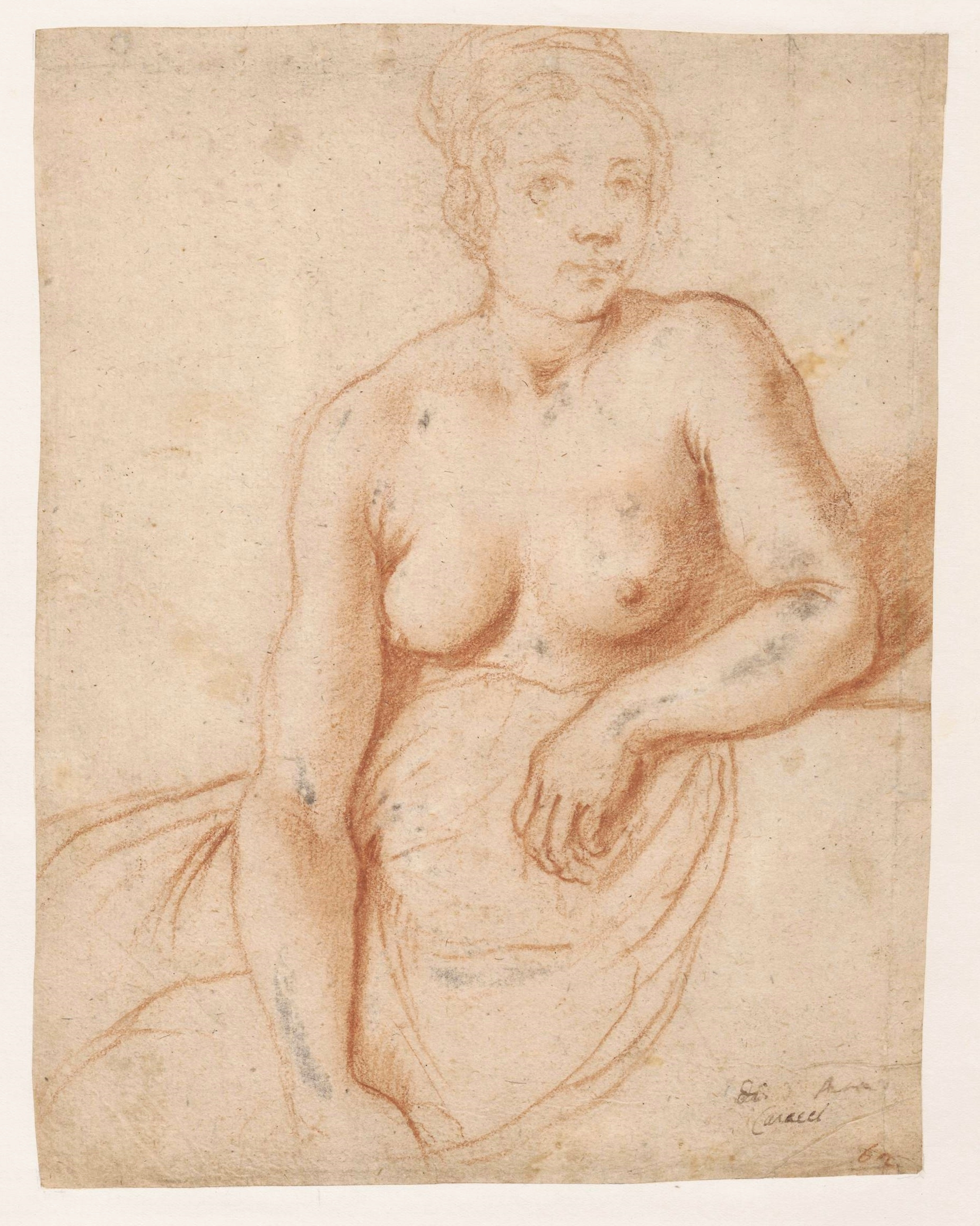
Femme nue assise de face

### Sources
Cet article comprend des extraits du Dictionnaire Bouillet. Il est possible de supprimer cette indication, si le texte reflète le savoir actuel sur ce thème, si les sources sont citées, s'il satisfait aux exigences linguistiques actuelles et s'il ne contient pas de propos qui vont à l'encontre des règles de neutralité de Wikipédia.